# Liste der Klassischen Archäologen an der Ruprecht-Karls-Universität Heidelberg
In der Liste der Klassischen Archäologen an der Ruprecht-Karls-Universität Heidelberg werden alle Hochschullehrer gesammelt, die am Institut für Klassische Archäologie der Ruprecht-Karls-Universität Heidelberg (bzw. vor dessen Gründung als im Fachbereich Philologie) Klassische Archäologie lehrten oder lehren.
Zunächst wurde in Heidelberg wie auch an vielen anderen Universitäten die Archäologie im Rahmen der Klassischen Philologie vertreten. Als erster lehrte Friedrich Creuzer nach der Neugründung der Universität 1803 Archäologie. Seine Privatsammlung antiker Kunst („Antiquarium Creuzerianum“) bildete den Grundstein der späteren universitären Sammlung. Karl Bernhard Stark wurde 1855 erster Professor auf dem eigenständigen Lehrstuhl, 1866 wurde die Archäologie ein selbstständiges Institut. Unter Friedrich von Duhn konnte die Abgusssammlung zum 500-jährigen Jubiläum der Universität 1886 stark erweitert werden. Unter Arnold von Salis kam es zur räumlichen Trennung von Seminar und Sammlung. Dank ihm und Reinhard Herbig konnte der nationalsozialistische Einfluss auf das Fach in Grenzen gehalten werden. Zwischen den 1950er und 1970er Jahren konnte die universitäre Sammlung unter Roland Hampe nochmals nachhaltig erweitert werden. Zudem konnten die Original- die Abgusssammlung sowie das Institut erneut an einem Ort vereint werden. Seit 1968 gibt es eine zweite Professur, die zunächst mit Jörg Schäfer besetzt wurde, der Heidelberg mit der Archäologie der ägäischen Bronzezeit einen weiteren Schwerpunkt hinzu führte. Tonio Hölscher konnte zudem auch im Mittelbau große Erweiterungen durchsetzen. Eine zeitlich begrenzte dritte Professur wurde eingerichtet, nachdem 2001 die Klassische Archäologie an der Universität Mannheim eingestellt wurde und der Inhaber der Professur, Reinhard Stupperich, nach Heidelberg versetzt wurde.
Angegeben ist in der ersten Spalte der Name der Person und ihre Lebensdaten, in der zweiten Spalte wird der Eintritt in die Universität angegeben, in der dritten Spalte das Ausscheiden. Spalte vier nennt die höchste an der Heidelberger Universität erreichte Position. An anderen Universitäten kann der entsprechende Dozent eine noch weitergehende wissenschaftliche Karriere gemacht haben. Die nächste Spalte nennt Besonderheiten, den Werdegang oder andere Angaben in Bezug auf die Universität oder das Institut. In der letzten Spalte werden Bilder der Dozenten gezeigt, was derzeit aufgrund der Bildrechte jedoch schwer ist.

## Liste
| Wissenschaftler                       | von       | bis       | Funktionen                      | Bemerkungen | Bild |
| ------------------------------------- | --------- | --------- | ------------------------------- | --- | ---- |
| Friedrich Creuzer (1771–1858)         | 1804      | 1845      | Ordinarius                      | Altphilologe |      |
| Karl Friedrich Hermann (1804–1855)    | 1826      | 1832      | Privatdozent                    | Altphilologe, der auch Archäologie lehrte |      |
| Karl Zell (1793–1873)                 | 1847      | 1855      | Ordinarius                      | Altphilologe |      |
| Karl Bernhard Stark (1824–1879)       | 1855      | 1879      | Ordinarius                      | 1855 erster Inhaber des Lehrstuhls, 1866 Begründer des selbständigen Instituts für Archäologie |      |
| Curt Wachsmuth (1837–1905)            | 1879      | 1880      | Vertretungsprofessor            | Altphilologe, von 1879 bis 1880 kommissarischer Leiter des Archäologischen Instituts nach Starks Tod |      |
| Friedrich von Duhn (1851–1930)        | 1880      | 1920      | Ordinarius                      | Nachfolger Starks |      |
| Hermann Bannholzer                    | 1884      | 1890      | Assistent                       | |      |
| Heinrich Dürr                         | 1890      | 1891      | Assistent                       | |      |
| Robert Zahn (1870–1945)               | 1891      | 1895      | Assistent                       | |      |
| Harald Hofmann (1874–1941?)           | 1899      | 1903      | Assistent                       | 1903–1905 bei der Reichslimeskommission an der Saalburg; später tätig als Gymnasiallehrer |      |
| Friedrich Pfister (1883–1967)         | 1906      | 1908      | Assistent                       | |      |
| Rudolf Pagenstecher (1879–1921)       | 1907      | 1916      | Privatdozent                    | 1907 Dozent, 1912 Privatdozent |      |
| Fritz Blattner (1881–1916)            | 1911      | 1914      | Assistent                       | gefallen im Ersten Weltkrieg |      |
| Eugen Arnold                          | 1912      | 1915      | Assistent                       | |      |
| Otto Gersbach (1890–1914)             | 1914      | 1914      | Assistent                       | gefallen im Ersten Weltkrieg |      |
| Christian Hülsen (1858–1935)          | 1917      | 19??      | Honorarprofessor                | |      |
| Bernhard Schweitzer (1892–1966)       | 1917      | 1925      | Privatdozent                    | 1917 bis 1921 Assistent, danach bis 1925 Privatdozent |      |
| Ludwig Curtius (1874–1954)            | 1920      | 1929      | Ordinarius                      | Nachfolger von Duhns |      |
| Werner Technau (1902–1941)            | 1921 1924 | 1922 1925 | Assistent                       | |      |
| Ernst Langlotz (1895–1978)            | 1922      | 1924      | Assistent                       | |      |
| Karl Lehmann (1894–1960)              | 1925      | 1929      | Vertretungsprofessor            | 1925 Assistent und Privatdozent, 1928/29 Vertretungsprofessor nach dem Weggang von Curtius |      |
| Wilhelm Kraiker (1899–1987)           | 1928 1936 | 1928 1942 | Assistent                       | 1928 und erneut von 1936 bis 1942 Assistent |      |
| Reinhard Herbig (1898–1961)           | 1929 1941 | 1933 1956 | Ordinarius                      | 1929 bis 1933 Assistent, 1941 bis 1956 Nachfolger von Salis, 1955/56 Rektor der Universität |      |
| Arnold von Salis (1881–1958)          | 1930      | 1939      | Ordinarius                      | Nachfolger von Curtius |      |
| Rudolf Horn (1903–1984)               | 1933      | 1935      | Assistent                       | |      |
| German Hafner (1911–2008)             | 1935      | 1936      | Amanuensis                      | |      |
| Roland Eder                           | 1936      | 1939      | Amanuensis                      | |      |
| Hans Jürgen Barnikol                  | 1939      | 19??      | Amanuensis                      | |      |
| Fritz Schachermeyr (1895–1987)        | 1940      | 1941      | Vertretungsprofessor            | Althistoriker, vertrat von Salis nach dessen Wechsel nach Basel bis zur Berufung Herbigs |      |
| Anna Bahmann                          | 1942      | 1946      | Assistentin                     | geborene Kaltenhäuser |      |
| Bernhard Neutsch (1913–2002)          | 1947 1956 | 1953 1968 | Akademischer Rat und Professor  | 1947 bis 1953 Assistent, 1949 Habilitation, 1956 bis 1957 Vertretungsprofessor nach Herbigs Emeritierung bis Hampes Dienstantritt, 1958 Ausserplanmäßiger Professor, 1965 Akademischer Rat und Professor; seit 1968 Aufbau des Klassisch-Archäologischen Instituts an der Universität Mannheim; 1969 Honorarprofessor in Mannheim |      |
| Theodor Kraus (1919–1994)             | 1953      | 1960      | Assistent                       | |      |
| Roland Hampe (1908–1981)              | 1957      | 1975      | Ordinarius                      | Nachfolger Herbigs |      |
| Erika Simon (1927–2019)               | 1958 1963 | 1960 1964 | Außerplanmäßige Professorin     | 1958 bis 1960 Wissenschaftliche Mitarbeiterin, 1963/64 Akademische Rätin |      |
| Erika Zwierlein-Diehl (1936–2025)     | 1960 1963 | 1961 1969 | Akademische Rätin               | 1960/61 Wissenschaftliche Mitarbeiterin, 1963 bis 1969 Akademische Rätin |      |
| Friedrich Wilhelm Hamdorf (1936–2022) | 1960      | 1961      | Assistent                       | |      |
| Hildegund Gropengiesser (1928–2019)   | 1961      | 1993      | Akademische Rätin               | 1961 bis 1993 Wissenschaftliche Mitarbeiterin im Range einer Akademischen Rätin, 1963 bis 1993 Kuratorin des Antikenmuseums |      |
| Jörg Schäfer (1926–2021)              | 1961      | 1991      | C-3-Professor                   | 1961–1964 Wissenschaftlicher Assistent, 1963 Habilitation, 1968 Hochschuldozent (Diätendozent), 1970 außerplanmäßiger Professor, 1975 Wissenschaftlicher Rat und Professor, 1978 bis 1991 C 3-Professor |      |
| Adam Winter (1903–1978)               | 1961      | 19??      | Lehrbeauftragter                | Keramikbildhauer; erforschte mit Hampe die Herstellung antiker Keramik |      |
| Werner Gauer (* 1937)                 | 1964      | 1965      | Assistent                       | |      |
| Tonio Hölscher (* 1940)               | 1965 1975 | 1966 2009 | Ordinarius                      | 1965/66 Assistent, 1975 bis 2009 Nachfolger Hampes |      |
| Herbert A. Cahn (1915–2002)           | 1965      | 1983      | Honorarprofessor                | Numismatiker, 1965 Lehrbeauftragter, ab 1972 Honorarprofessor |      |
| Dorothea Michel                       | 1966      | 1993      | Akademische Rätin               | 1966 bis 1993 Wissenschaftliche Mitarbeiterin, seit 1971 als Akademische Rätin |      |
| Helmut Prückner (* 1936)              | 1966      | 2001      | Akademischer Rat                | 1966 bis 1970 Assistent, 1970 bis 2001 Akademischer Rat |      |
| Fritz Lorber                          | 1970      | 1971      | Assistent                       | |      |
| Eva Minakaran-Hiesgen                 | 1972      | 1974      | Wissenschaftliche Mitarbeiterin | |      |
| Athanasios Kalpaxis (1944–2021)       | 1971      | 1984      | Assistent                       | 1982 Habilitation |      |
| Ingrid Krauskopf (* 1944)             | 1972      | 2010      | Außerplanmäßige Professorin     | Wissenschaftliche Mitarbeiterin beim LIMC, 1987 Habilitation an der Universität Mannheim, 1994 dort außerplanmäßige Professorin, 2002 außerplanmäßige Professorin in Heidelberg |      |
| Brinna Otto (* 1938)                  | 1972      | 1974      | Wissenschaftliche Mitarbeiterin | |      |
| Philip Brize (* 1948)                 | 1985      | 1990      | Assistent                       | |      |
| Rolf Michael Schneider (* 1950)       | 1987      | 1998      | Außerplanmäßiger Professor      | 1987 Wissenschaftlicher Angestellter, 1991 Privatdozent, 1992 Hochschuldozent, 1998 Außerplanmäßigen Professor |      |
| Stefan Lehmann (* 1951)               | 1989      | 1990      | Wissenschaftlicher Mitarbeiter  | |      |
| Michael Maaß (* 1942)                 | 1990      | 2007      | Honorarprofessor                | 1990 bis 2001 Privatdozent, 2001 bis 2007 Außerplanmäßiger Professor; danach Honorarprofessor (?), Leiter der Antikenabteilung des Badischen Landesmuseums Karlsruhe |      |
| Hartmut Matthäus (* 1950)             | 1990      | 1997      | Außerplanmäßiger Professor      | Assistent, 1988 Habilitation, 1990 bis 1997 Privatdozent, 1995 Vertretungsprofessor, 1997 bis 2001 Außerplanmäßiger Professor |      |
| Barbara Borg (* 1960)                 | 1991      | 2004      | Hochschuldozentin               | 1991 bis 1999 Wissenschaftliche Assistentin, 1997 Habilitationsstipendium, 1999 Habilitation, 1999 bis 2004 Hochschuldozentin (Privatdozentin), 2002 bis 2004 vertretungsweise Direktorin des Archäologischen Instituts |      |
| Wolf-Dietrich Niemeier (* 1947)       | 1991      | 2001      | Professor                       | Nachfolger Schäfers auf der C-3-Professur |      |
| Daniel Graepler (* 1959)              | 1991      | 1999      | Wissenschaftlicher Mitarbeiter  | |      |
| Hermann Pflug (* 1951)                | 1993      | 2017      | Akademischer Rat                | 1993 bis 2017 Akademischer Rat und Konservator der Archäologischen Sammlungen |      |
| Rolf Michael Schneider (* 1950)       | 1994      | 1998      | Hochschuldozent                 | |      |
| Eva-Maria Lackner                     | 1997      | 1999      | Wissenschaftliche Mitarbeiterin | |      |
| Patrick Schollmeyer (* 1965)          | 1997      | 1999      | Assistent                       | |      |
| Jürgen W. Riethmüller (* 1959)        | 1997      | 1999      | Assistent                       | |      |
| Monika Trümper                        | 1999      | 2004      | Assistentin                     | |      |
| Jens-Arne Dickmann (* 1960)           | 2001      | 2011      | Akademischer Oberrat            | 2001 Akademischer Rat, 2004 Oberrat |      |
| Reinhard Stupperich (* 1951)          | 2002      | 2019      | C-3-Professor                   | Nach der Schließung der Klassischen Archäologie an der Universität Mannheim nach Heidelberg versetzt. |      |
| Emanuel Mayer (* 1973)                | 2002      | 2003      | Wissenschaftlicher Mitarbeiter  | |      |
| Ioannis Mylonopoulos (* 1971)         | 2002      | 2002      | Wissenschaftlicher Mitarbeiter  | |      |
| Diamantis Panagiotopoulos (* 1967)    | 2003      |           | W-3-Professor                   | Nachfolger Niemeiers auf der C 3-Professur |      |
| Jürgen Süß (* 1963)                   | 2003 2016 | 2004      | Wissenschaftlicher Mitarbeiter  | 2003/04 Wissenschaftlicher Mitarbeiter, danach ständiger Lehrauftrag, seit 2016 Wissenschaftlicher Mitarbeiter |      |
| Ruth Bielfeldt (* 1971)               | 2005      | 2008      | Assistentin                     | |      |
| Lilian Maul-Balensiefen               | 2008      |           | Außerplanmäßige Professorin     | 2008 bis 2012 Privatdozentin, seit 2012 außerplanmäßige Professorin |      |
| Vibeke Kottsieper                     | 2008      | 2010      | Assistentin                     | |      |
| Caterina Maderna (1955–2024)          | 2010      | 2022      | Außerplanmäßige Professorin     | 2010 bis 2015 Professurvertretung, ab 2015 außerplanmäßige Professorin |      |
| Kai Töpfer (* 1977)                   | 2010      | 2014      | Assistent                       | |      |
| Caroline Rödel-Braune                 | 2011      | 20??      | Wissenschaftliche Mitarbeiterin | |      |
| Nicolas Zenzen                        | 2011      | 2017      | Wissenschaftlicher Mitarbeiter  | Wissenschaftlicher Mitarbeiter, 2017 Interimskurator des Antikenmuseums |      |
| Alessandra Bravi (* 1965)             | 2013      |           | Privatdozentin                  | |      |
| Maria Anastasiadou                    | 2014      |           | Wissenschaftliche Mitarbeiterin | seit 2023 Kuratorin des Archivs des Corpus der minoischen und mykenischen Siegel |      |
| Thomas Schmidts (* 1965)              | 2014      | 2019      | Privatdozent                    | 2014 Privatdozent, 2019 Umhabilitation nach Frankfurt |      |
| Sebastian Traunmüller                 | 2014      | 2017      | Wissenschaftlicher Mitarbeiter  | |      |
| Nikolaus Dietrich (* 1980)            | 2015      |           | W-3-Professor                   | 2015–2021 Juniorprofessor, seit 2021 W3-Professor, Nachfolger Tonio Hölschers |      |
| Arne Reinhardt (* 1985)               | 2016      | 2023      | Wissenschaftlicher Mitarbeiter  | |      |
| Polly Lohmann (* 1987)                | 2018      |           | Akademische Rätin               | 2012/13 Wissenschaftliche Hilfskraft; 2018 Akademische Rätin und Kuratorin des Antikenmuseums |      |
| Nikolaos Papadimitriou                | 2018      | 20??      | Wissenschaftlicher Mitarbeiter  | 2018 zunächst Projektmitarbeiter, danach Verantwortlicher für die Bibliothek |      |
| Sarah Finlayson                       | 2021      | 2024      | Wissenschaftliche Mitarbeiterin | zuständig für die Bibliothek |      |
| Elisabeth Günther (* 1988)            | 2023      |           | Akademische Rätin               | zuständig für die Bibliothek |      |
| Julia Kretschmer                      | 2024      |           | Wissenschaftliche Mitarbeiterin | |      |